# Елдфріт
Елдфріт (давн-англ. Ealdfrith, Aldfrith, Aldfrid; близько 630 — 14 грудня 704) — король Нортумбрії у 685-704 роках. Правління Елдфріта розглядається як початок Золотого століття Нортумбрії.

## Життєпис
Походив з династії Еоппінгів. Старший син Освіу, короля Нортумбрії, та Фіни, доньки верховного короля Ірландії Колмана Ріміда. Народився близько 630 року, коли батько Елдфріт все ще перебував у Дал Ріаді у вигнанні.
Він не повернувся з батьком до Берніції у 633 році, а виховувався матір'ю згідно ірландських звичаїв. Ельдфріт отримав гарну освіту в монастирі Мальмсбері, при цьому він був не богословом, а скоріше, філософом.
У 685 році, коли загинув на війні з піктами бездітний король Егфріт (зведений брат Елдфріта), Ельдфріту вдалося зайняти трон Нортумбрії. Він став першим королем Нортумбрії, який сам керував обома частинами королівства — Дейрою і Берніцією.
Ельдфріт відмовився від агресивної політики попередників й перейшов до оборони. Тому правління цього короля тривало переважно мирно. Елдфріт навів порядок в королівстві, зміцнив кордон з Мерсією ровами і валами.
За часів Ельдфріта авторитет церкви в Нортумбрії був уже дуже високий. Священики й абати були вже не лише духовними пастирями, але й великими землевласниками. Завдяки підтримці короля монастирі в Монквермут-Ярроу, Вітбі та Рипоні стали центрами освіти, науки, торгівлі і встигли накопичити неабиякі багатства. Хоча Йоркська архієпархія, створена для Пауліна, ще продовжувала формально існувати, кафедра залишалася вільною, а Нортумбрійська церква підпорядковувалася Кентерберійському архієпископу.
У 686 році до Нортумбрії повернувся Вільфрід з приписом від папи римського Івана V відновити опального єпископа на кафедрі в Еофервіку. Елдфріт відмовився підкоритися Івану V, поставивши за єпископа Бозу. Вільфрід був змушений шукати притулку в Мерсії. Водночас підтримував Кутберта та Едберта, що один за одним були єпископами Ліндісфарну.
Король усіляко підтримував поширення освіти. Надавав значні кошти для утримання науковців. Вважається один з найбільш культурних володарів свого часу. Розпочато створення Ліндісфарнського євангелія.
Йому вдалося замиритися з усіма сусідами, окрім піктів. У 697 році проти Піктії було розпочато похід, під час якого у 698 році війська супротивника на чолі із королем Бруде IV завдали поразки Нортумбрії, в битві загинув військовий очільник останньої Беортред.
У 702 або 703 році організував церковний собор в Аустерфільді, де були присутні єпископи з усіх англосаксонських королівств та Бертвальд, архієпископ Кентерберійський. Тут розглядалося питання щодо повернення Вільфріда на кафедру в Елфервіку. Втім усі відкинули можливість останнього знову стати єпископом.
Елдфріт помер 704 року в Дріффілді після тяжкої хвороби. Після його смерті в Нортумбрії почалася війна між військовиком Едвульфом і сином короля Осредом.

## Родина
Дружина — Кутберга, донька Кенреда Вессекського.
Діти:
- Осред (696—716), король у 705—716 роках
- Осрік (700—729), король у 718—729 роках
- Оффа (д/н—750)
- Осана, черниця